# Джон Г'юз (футболіст, 1943)
Джон Г'юз (англ. John Hughes; 3 квітня 1943 — 1 серпня 2022) — шотландський футболіст, що грав на позиції нападника, зокрема, за клуб «Селтік», а також національну збірну Шотландії. По завершенні ігрової кар'єри — тренер.
П'ятиразовий чемпіон Шотландії. Триразовий володар Кубка Шотландії. П'ятиразовий володар Кубка шотландської ліги. Володар Кубка чемпіонів УЄФА.

## Клубна кар'єра
Народився 3 квітня 1943 року. Вихованець футбольної школи клубу «Шоттс Бон».
У дорослому футболі дебютував 1960 року виступами за команду клубу «Селтік», в якій провів одинадцять сезонів, взявши участь у 255 матчах чемпіонату. Більшість часу, проведеного у складі «Селтіка», був основним гравцем атакувальної ланки команди. У складі «Селтіка» був одним з головних бомбардирів команди, маючи середню результативність на рівні 0,45 гола за гру першості. За цей час п'ять разів виборював титул чемпіона Шотландії. А в сезоні 1966/67 допоміг «кельтам» виграти Кубок чемпіонів УЄФА.
Протягом 1972 року захищав кольори команди клубу «Крістал Пелес», а завершив професійну ігрову кар'єру у «Сандерленді», за команду якого виступав протягом 1973 року.

## Виступи за збірну
1965 року дебютував в офіційних матчах у складі національної збірної Шотландії. Протягом кар'єри у національній команді, яка тривала 5 років, провів у формі головної команди країни 8 матчів, забивши 1 гол.

## Кар'єра тренера
Розпочав тренерську кар'єру невдовзі по завершенні кар'єри гравця, 1975 року, очоливши тренерський штаб клубу «Странрар», з яким пропрацював протягом сезону.

## Титули і досягнення
- Чемпіон Шотландії (5):

«Селтік»: 1965–1966, 1966–1967, 1967–1968, 1968–1969, 1969–1970
- Володар Кубка Шотландії (3):

«Селтік»: 1964—1965, 1966—1967, 1968—1969
- Володар Кубка шотландської ліги (5):

«Селтік»: 1965—1966, 1966—1967, 1967—1968, 1968—1969, 1969—1970
- Володар Кубка чемпіонів УЄФА (1):

«Селтік»: 1966–1967